# Carretão (ave)
Carretão ou Sargento-unicolor (Agelasticus cyanopus) é uma espécie de ave da família dos icterídeos. Pode ser encontrado na Argentina, Bolívia, Brasil e Paraguai. Seus habitats naturais são pântanos.